# 托雷洪西略德尔雷
托雷洪西略德尔雷，是西班牙卡斯蒂利亚-拉曼恰昆卡省的一个市镇。总面积202平方公里，总人口640人（2001年），人口密度3人/平方公里。